# محوطه مسیله
محوطه مسیله مربوط به سدهٔ ۴ تا ۸ ه.ق است و در شهرستان تایباد، بخش باخرز، روستای کمرسبز واقع شده و این اثر در تاریخ ۱۷ مرداد ۱۳۸۳ با شمارهٔ ثبت ۱۱۰۴۱ به‌عنوان یکی از آثار ملی ایران به ثبت رسیده است.